# Тепе-Оба
Тепе́-Оба́ (укр. Тепе-Оба, крымскотат. Töpe Oba, Тёпе Оба) — горный хребет в Крыму. Замыкает собой Главную гряду Крымских гор, протянувшуюся вдоль Южного берега Крыма. В сторону моря хребет Тепе-Оба заканчивается мысом Св. Ильи. Максимальная высота над уровнем моря — 384,1 м.
Из-за того, что хребет расположен к юго-западу от Феодосии, он не может защитить город от холодных северных ветров, и в соседнем посёлке Орджоникидзе, который расположен к югу от хребта, зимы теплее феодосийских.

## Археологическая характеристика
На Тепе-Оба находился некрополь античной Феодосии и ряд курганов. В одном из них было открыто женское погребение V века до н. э. Среди многих предметов быта были найдены различные украшения на женской одежде и особенно замечательная пара золотых серёжек, представляющих собой шедевр древнегреческого ювелирного искусства. Сейчас они находятся в Эрмитаже под названием «Феодосийские серьги». Эта и другие находки привлекли внимание к Феодосии учёных всего мира.
На разбросанные по хребту и на склонах горы Тепе-Оба большие щебневые кучи в 1904 году обратил внимание феодосийский инженер и лесничий Ф. И. Зибольд. Зачастую в непосредственной близости от куч находились остатки старых керамических трубопроводов. Пытаясь объяснить назначение этих насыпных бугров, Зибольд пришёл к убеждению, что они являются ничем иным, как древними аккумуляторами влаги.
Зибольд подкрепил свою догадку удачным опытом получения воды, выполненным на базе созданного им в 1905—1912 гг. собственного конденсатора влаги.
Конденсатор имел каменное дно, сложенное на гидравлической извести, основание в виде круглого бассейна диаметром 20 метров. Края бассейна приподняты в виде каменной стенки с уклоном от периферии к центру с жёлобом, оканчивающимся чугунной трубой. Конденсирующий конус в виде усечённого конуса был сложен из морской береговой гальки диаметром 15—20 см, верхний диаметр конуса — 8 м, высота — 6 м. По свидетельству очевидцев, конденсатор давал 360 литров воды в сутки. Днище конденсатора оказалось недостаточно прочным, и через образовавшиеся трещины вода ушла в почву.
В настоящее время сохранилась только чаша конденсатора. Тем не менее она имеет историческое значение как памятник мировой науки и техники, как первый в мире опытный образец «росяного кургана».
Рядом находятся сооружения уже советских времён: белые шаровидные строения. Четыре белых купола на Тепе-Оба скрывают РЛС — радиолокационные станции; это радиотехническая разведка дальнего обнаружения. Территория станций охраняется.
В сосняке на Тепе-Оба местные жители в изобилии собирают маслята и другие грибы, в том числе и на Новый год. Сосновые посадки — искусственные, так же, как и на горе Паша-Тепе. Сосны были посажены здесь в 1971 году.

## Особо охраняемые природные территории
С 2011 года хребет стал ботаническим заказником. Его площадь 1200 гектар. В 2015 году он стал Государственным природным заказником. Здесь имеются единственные в мире популяции кендыря крымского и клоповника Турчанинова. Клоповник произрастает на площади всего в 3 га и его численность постепенно сокращается. Обнаружена популяция в 1996 году. Произрастает тут ещё несколько редких видов растений. В прибрежных районах хребта ярко выражена степная растительность.